# Ligue majeure de baseball 2006
Navigation
2005 2007
La Ligue majeure de baseball 2006 est la 106e saison depuis le rapprochement entre la Ligue américaine et la Ligue nationale et la 131e saison de ligue majeure. Le coup d'envoi de la saison est effectué le 2 avril 2006 avec un match d'ouverture mettant aux prises le champion sortant, les White Sox de Chicago, aux Indians de Cleveland.
Les Cardinals de Saint-Louis enlèvent leur 10e titre en s'imposant en Série mondiale face aux Tigers de Détroit. Avec seulement 51,6 % de victoires en saison régulière, les Cards 2006 deviennent la formation vainqueur de la Série mondiale avec les plus faibles résultats enregistrés en saison régulière. Saint-Louis évolue dans une nouvelle enceinte depuis le début de la saison : Busch Stadium.
Les affluences enregistrent une troisième saison consécutive de hausse en atteignant le niveau record de 76 043 902 spectateurs payants en saison régulière.

## Saison régulière

### Événements
Le match d'ouverture oppose le 2 avril les White Sox de Chicago, aux Indians de Cleveland. Chicago s'impose 10-4 à Cleveland.
Le 17 avril, Pedro Martinez, lanceur des Mets de New York, remporte sa 200e victoire en carrière face aux Braves d'Atlanta au Shea Stadium.
Le 26 avril, Mike Piazza, joueur des Padres de San Diego, frappe son 400e circuit en carrière.
Le 28 mai, Curt Schilling, lanceur des Red Sox de Boston, remporte sa 200e victoire en carrière face Devil Rays de Tampa Bay au Fenway Park.
Le 18 juin, Kenny Rogers, lanceur des Tigers de Détroit, remporte sa 200e victoire en carrière face Cubs de Chicago au Wrigley Field.
Le 6 septembre, Aníbal Sánchez, lanceur des Marlins de la Floride, réussit un match sans point ni coup sûr face aux Diamondbacks de l'Arizona.
Le 23 septembre, Barry Bonds, frappeur des Giants de San Francisco, réussit son 734e circuit, dépassant Hank Aaron pour le plus grand nombre de coups de circuit en Ligue nationale.
Pour la première fois depuis 1990, les Braves d'Atlanta ne parviennent pas à se qualifier en séries éliminatoires.

### Classement de la saison régulière
Légende : V : victoires, D : défaites, % : pourcentage de victoires, GB : games behind ou retard (en matchs) sur la première place.
| Ligue américaine (Division Est) | V  | D   | %    | GB   |
| Yankees de New York             | 97 | 65  | .599 | –    |
| Blue Jays de Toronto            | 87 | 75  | .537 | 10.0 |
| Red Sox de Boston               | 86 | 76  | .531 | 11.0 |
| Orioles de Baltimore            | 70 | 92  | .432 | 27.0 |
| Devil Rays de Tampa Bay         | 61 | 101 | .377 | 36.0 |

| Ligue américaine (Division Centrale) | V  | D   | %    | GB   |
| Twins du Minnesota                   | 96 | 66  | .593 | –    |
| Tigers de Détroit                    | 95 | 67  | .586 | 1.0  |
| White Sox de Chicago                 | 90 | 72  | .556 | 6.0  |
| Indians de Cleveland                 | 78 | 84  | .481 | 18.0 |
| Royals de Kansas City                | 62 | 100 | .383 | 34.0 |

| Ligue américaine (Division Ouest) | V  | D  | %    | GB   |
| Athletics d'Oakland               | 93 | 69 | .574 | –    |
| Angels de Los Angeles             | 89 | 73 | .549 | 4.0  |
| Rangers du Texas                  | 80 | 82 | .494 | 13.0 |
| Mariners de Seattle               | 78 | 84 | .481 | 15.0 |

| Ligue nationale (Division Est) | V  | D  | %    | GB   |
| Mets de New York               | 97 | 65 | .599 | –    |
| Phillies de Philadelphie       | 85 | 77 | .525 | 12.0 |
| Braves d'Atlanta               | 79 | 83 | .488 | 18.0 |
| Marlins de la Floride          | 78 | 84 | .481 | 19.0 |
| Nationals de Washington        | 71 | 91 | .438 | 26.0 |

| Ligue nationale (Division Centrale) | V  | D  | %    | GB   |
| Cardinals de Saint-Louis            | 83 | 78 | .516 | –    |
| Astros de Houston                   | 82 | 80 | .506 | 1.5  |
| Reds de Cincinnati                  | 80 | 82 | .494 | 3.5  |
| Brewers de Milwaukee                | 75 | 87 | .463 | 8.5  |
| Pirates de Pittsburgh               | 67 | 95 | .414 | 16.5 |
| Cubs de Chicago                     | 66 | 96 | .407 | 17.5 |

| Ligue nationale (Division Ouest) | V  | D  | %    | GB   |
| Padres de San Diego              | 88 | 74 | .543 | –    |
| Dodgers de Los Angeles           | 88 | 74 | .543 | –    |
| Giants de San Francisco          | 76 | 85 | .472 | 11.5 |
| Diamondbacks de l'Arizona        | 76 | 86 | .469 | 12.0 |
| Rockies du Colorado              | 76 | 86 | .469 | 12.0 |

### Statistiques individuelles

#### Au bâton
| Catégorie        | Ligue nationale          | Stat | Ligue américaine           | Stat |
| ---------------- | ------------------------ | ---- | -------------------------- | ---- |
| Moyenne au bâton | Freddy Sanchez (Pirates) | .344 | Joe Mauer (Twins)          | .347 |
| Points produits  | Ryan Howard (Phillies)   | 149  | David Ortiz (Red Sox)      | 137  |
| Coups de circuit | Ryan Howard (Phillies)   | 58   | David Ortiz (Red Sox)      | 54   |
| Bases volées     | José Reyes (Mets)        | 64   | Carl Crawford (Devil Rays) | 58   |

#### Lanceurs
| Catégorie                 | Ligue nationale                                                                                                  | Stat | Ligue américaine                                | Stat |
| ------------------------- | --- | ---- | ----------------------------------------------- | ---- |
| Moyenne de points mérités | Roy Oswalt (Astros)                                                                                              | 2.98 | Johan Santana (Twins)                           | 2.77 |
| Victoires                 | John Smoltz (Braves) Brandon Webb (Diamondbacks) Carlos Zambrano (Cubs) Aaron Harang (Reds) Derek Lowe (Dodgers) | 16   | Chien-Ming Wang (Yankees) Johan Santana (Twins) | 19   |
| Retraits sur prises       | Aaron Harang (Reds)                                                                                              | 216  | Johan Santana (Twins)                           | 245  |
| Sauvetages                | Trevor Hoffman (Padres)                                                                                          | 46   | Francisco Rodríguez (Angels)                    | 48   |

## Séries éliminatoires
|  | Séries de divisions | Séries de divisions | Séries de divisions | Séries de divisions |   |        | Séries de championnat | Séries de championnat | Séries de championnat | Séries de championnat |  |  | Série mondiale | Série mondiale | Série mondiale | Série mondiale |
|  |                     |                     |                     |                     |   |        |                       |                       |                       |                       |  |  |                |                |                |                |
|  |                     |                     |                     |                     |   |        |                       |                       |                       |                       |  |  |                |                |                |                |
|  |                     |                     |                     |                     |   |        |                       |                       |                       |                       |  |  |                |                |                |                |
|  | 1                   | Yankees             | 1                   | 1                   |   |        |                       |                       |                       |                       |  |  |                |                |                |                |
|  | 1                   | Yankees             | 1                   | 1                   |   |        |                       |                       |                       |                       |  |  |                |                |                |                |
|  | 4                   | Tigers              | 3                   | 3                   |   |        |                       |                       |                       |                       |  |  |                |                |                |                |
|  | 4                   | Tigers              | 3                   | 3                   | 4 | Tigers | 4                     | 4                     |                       |                       |  |  |                |                |                |                |
|  | Ligue américaine    |                     |                     |                     | 4 | Tigers | 4                     | 4                     |                       |                       |  |  |                |                |                |                |
|  |                     |                     | 3                   | Athletics           | 0 | 0      |                       |                       |                       |                       |  |  |                |                |                |                |
|  | 2                   | Twins               | 3                   | Athletics           | 0 | 0      | 0                     | 0                     |                       |                       |  |  |                |                |                |                |
|  | 2                   | Twins               |                     |                     |   |        |                       | 0                     |                       |                       |  |  |                |                |                |                |
|  | 3                   | Athletics           | 3                   | 3                   |   |        |                       |                       |                       |                       |  |  |                |                |                |                |
|  | 3                   | Athletics           | 3                   | 3                   | 4 | Tigers | 1                     | 1                     |                       |                       |  |  |                |                |                |                |
|  |                     |                     |                     |                     | 4 | Tigers | 1                     | 1                     |                       |                       |  |  |                |                |                |                |
|  |                     |                     | 3                   | Cardinals           | 4 | 4      |                       |                       |                       |                       |  |  |                |                |                |                |
|  | 1                   | Mets                | 3                   | Cardinals           | 4 | 4      | 3                     | 3                     |                       |                       |  |  |                |                |                |                |
|  | 1                   | Mets                |                     |                     |   |        |                       |                       |                       |                       |  |  |                |                |                |                |
|  | 4                   | Dodgers             | 0                   | 0                   |   |        |                       |                       |                       |                       |  |  |                |                |                |                |
|  | 4                   | Dodgers             | 0                   | 0                   | 1 | Mets   | 3                     | 3                     |                       |                       |  |  |                |                |                |                |
|  | Ligue nationale     |                     |                     |                     | 1 | Mets   | 3                     | 3                     |                       |                       |  |  |                |                |                |                |
|  |                     |                     | 3                   | Cardinals           | 4 | 4      |                       |                       |                       |                       |  |  |                |                |                |                |
|  | 2                   | Padres              | 3                   | Cardinals           | 4 | 4      | 1                     | 1                     |                       |                       |  |  |                |                |                |                |
|  | 2                   | Padres              |                     |                     |   |        |                       | 1                     |                       |                       |  |  |                |                |                |                |
|  | 4                   | Cardinals           | 3                   | 3                   |   |        |                       |                       |                       |                       |  |  |                |                |                |                |
|  | 4                   | Cardinals           | 3                   | 3                   |   |        |                       |                       |                       |                       |  |  |                |                |                |                |
|  |                     |                     |                     |                     |   |        |                       |                       |                       |                       |  |  |                |                |                |                |

### Série mondiale
Les Cardinals de Saint-Louis s'imposent contre les Tigers de Détroit en cinq matches.
| Match | Date       | Recevant                 | Visiteur                 | Score |
| ----- | ---------- | ------------------------ | ------------------------ | ----- |
| 1     | 21 octobre | Tigers de Détroit        | Cardinals de Saint-Louis | 2 - 7 |
| 2     | 22 octobre | Tigers de Détroit        | Cardinals de Saint-Louis | 3 - 1 |
| 3     | 24 octobre | Cardinals de Saint-Louis | Tigers de Détroit        | 5 - 0 |
| 4     | 26 octobre | Cardinals de Saint-Louis | Tigers de Détroit        | 5 - 4 |
| 5     | 27 octobre | Cardinals de Saint-Louis | Tigers de Détroit        | 4 - 2 |

## Honneurs individuels
| Recrue de l'année     | Hanley Ramírez (Marlins)    | Justin Verlander (Tigers) |
| Trophée Cy Young      | Brandon Webb (Diamondbacks) | Johan Santana (Twins)     |
| Manager de l'année    | Joe Girardi (Marlins)       | Jim Leyland (Tigers)      |
| Meilleur joueur (MVP) | Ryan Howard (Phillies)      | Justin Morneau (Twins)    |